# Rabenholz
Rabenholz (dänisch: Ravnholt) ist eine Gemeinde im Kreis Schleswig-Flensburg in Schleswig-Holstein. Das Straßendorf liegt südlich von Gelting. Im Gemeindegebiet liegen Priesholz (Prisholt) und Steensiek (Stensig).

## Geschichte

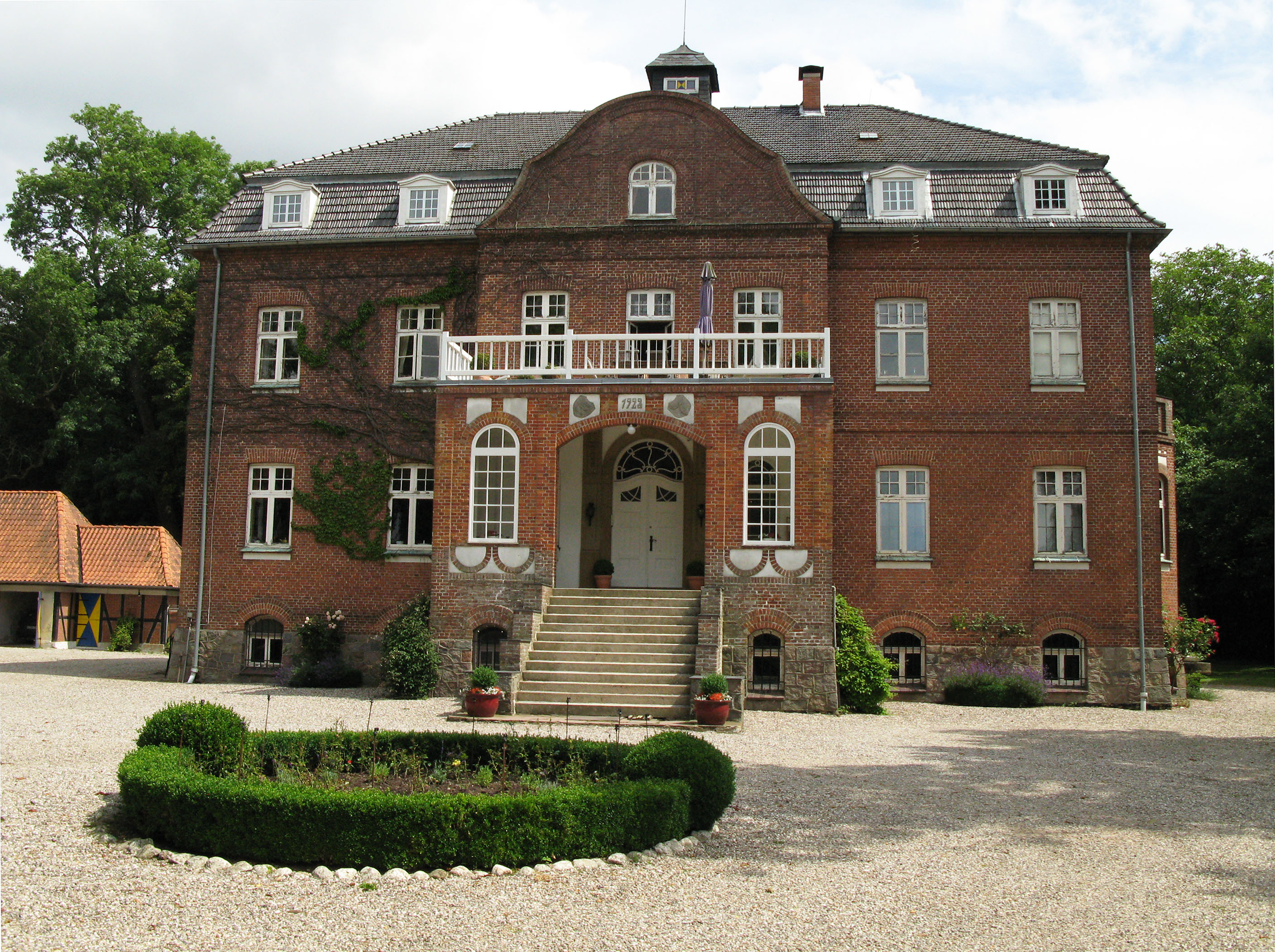
Gut Priesholz, Herrenhaus

Rabenholz wurde 1462 erstmals als Rauenholt (Rabenwald) erwähnt und gehörte zum Gut Gelting, seit 1710 jedoch zum von diesem abgetrennten Gut Priesholz, das sich heute noch im Gemeindegebiet befindet.

Gut Priesholz
Es wird vermutet, dass der Name des Guts ursprünglich Wald des Pris bedeutet hat. 1596 wurde es als Meierhof erwähnt, rund 200 Jahre später entstand ein Dorf um den Meierhof.
Das ursprüngliche Herrenhaus stammt aus dem Jahr 1634 und  wurde wegen eines Brandes 1902 durch ein neobarockes Gebäude ersetzt. Gut Priesholz ist heute in Privatbesitz und wird landwirtschaftlich genutzt. Die ehemaligen Wirtschaftsgebäude (alte Meierei, Landarbeiterkate) wurden zu Ferienwohnungen umgewidmet. Das Herrenhaus kann nicht besichtigt werden.

## Politik

### Gemeindevertretung
Bei der Kommunalwahl am 14. Mai 2023 wurden insgesamt neun Sitze vergeben. Diese fielen erneut alle an die Allgemeine Freie Wählergemeinschaft Rabenholz. Die Wahlbeteiligung betrug 58,3 %.

### Wappen
Blasonierung: „Auf stark abgeflachtem goldenen Hügel, darin zwei einander zugewendete schwarze Raben, in Blau vier unbelaubte silberne Bäume, deren Kronen im oberen Schildrand verschwinden.“

## Wirtschaft
Die Gemeinde ist überwiegend landwirtschaftlich geprägt, es gibt jedoch auch einige Ferienunterkünfte. Es gibt vor Ort einige kleinere Handwerksbetriebe und einen Pferdezuchtbetrieb und Reiterhof.

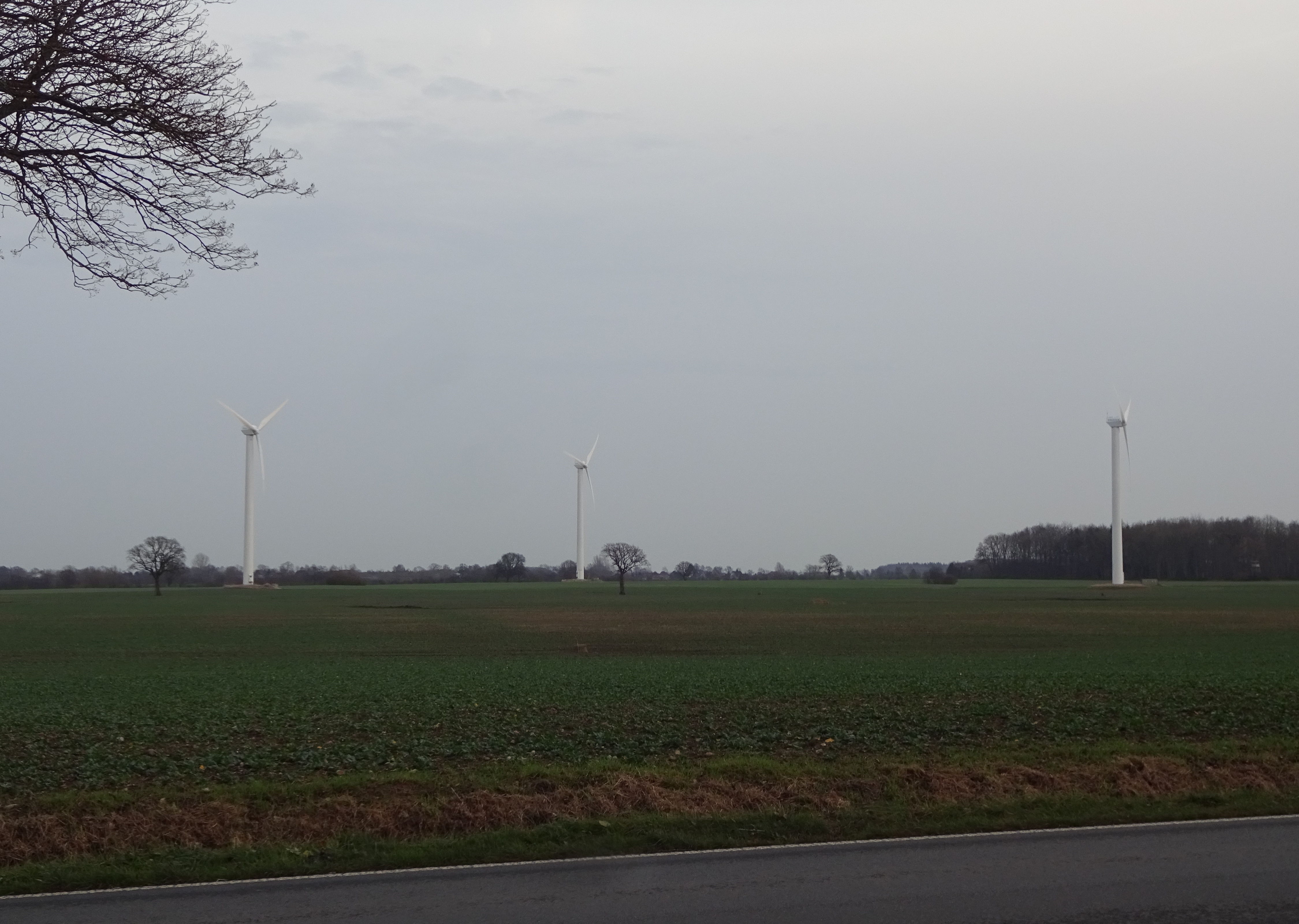
Die drei Windkraftanlagen

Am Gut Priesholz standen drei Windkraftanlagen. Diese sind durch fünf 150 Meter hohe neue Anlagen vom Typ Enercon E-92 2017 ersetzt worden. Hans-Heinrich Franke, Bürgermeister der benachbarten Gemeinde Hasselberg, reichte gegen die Genehmigung, die im Januar 2015 erteilt wurde, einen Widerspruch ein. Von weiteren drei beantragten Anlagen wurden zwei abgelehnt.

## Sehenswürdigkeiten
In der Liste der Kulturdenkmale in Rabenholz stehen die in der Denkmalliste des Landes Schleswig-Holstein eingetragenen Kulturdenkmale.